# Chris Hughes (Unternehmer)

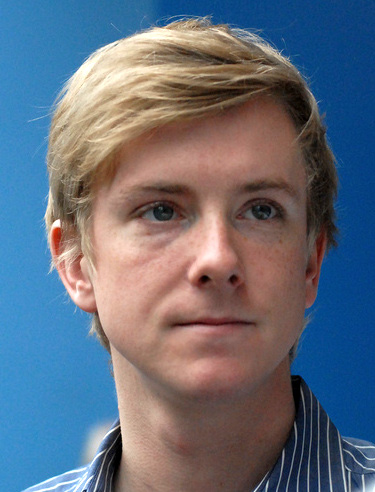
Chris Hughes (2009)

Christopher „Chris“ Hughes (* 26. November 1983 in Hickory, North Carolina) ist ein US-amerikanischer Unternehmer. Er war neben Mark Zuckerberg, Dustin Moskovitz, Eduardo Saverin und Andrew McCollum einer der Mitbegründer sowie Sprecher des Online-Netzwerks Facebook.

## Leben
Hughes ist das einzige Kind einer pensionierten Lehrerin und eines ehemaligen Zeitungsverkäufers. Er ist Absolvent der Phillips Academy in Andover, Massachusetts. Zusammen mit seinen Mitbewohnern an der Harvard University – Zuckerberg, Moskovitz und Saverin – gründete er 2004 Facebook, das heute weltweit meistbenutzte soziale Netzwerk im Internet. Als Facebook über die Grenzen von Harvard expandierte, votierte er dafür, dass jede Schule ihr eigenes Netzwerk aufsetzen kann – damit Sicherheit und Vertrautheit bestehen bleiben. Nach seinem Studium graduierte er 2006 an der Harvard-Universität mit einem Bachelor of Arts in Geschichte.
2007 verließ er Facebook, um den Präsidentschaftswahlkampf von Barack Obama zu unterstützen. Er koordinierte die Website My.BarackObama.com. (kurz „MyBO“). Über eine Million von Obamas Anhängern nutzten die Plattform, um sich untereinander zu vernetzen, zu diskutieren und Aktionsgruppen zu bilden. In den USA gilt Hughes als genialer Kopf hinter der Online-Strategie des ehemaligen US-Präsidenten. Unter anderem setzte er während des Wahlkampfs auch Facebook, Twitter und weitere Online-Portale ein. Er zeigte damit auf, welchen Einfluss Digital Natives auf Wirtschaft und Politik haben können. Das amerikanische Wirtschaftsmagazin Fast Company bezeichnete ihn als den Mann, der als Mitarbeiter in Obamas Wahlkampfteam Barack Obama erst zur Präsidentschaft verholfen habe. 2009 war er zusammen mit seinem Lebensgefährten, Sean Eldridge, Gast beim ersten Staatsdinner von Präsident Obama.
2010 gründete Hughes das soziale Internet-Netzwerk „Jumo“, das sich auf den NPO-Sektor konzentrierte und sowohl für wohltätige Organisationen auf der ganzen Welt als auch für andere Nutzer offenstehen sollte. In der Sprache der in Afrika lebenden Yoruba bedeutet Jumo „an einem Strang ziehen“. Dementsprechend hatte sich Jumo zum Ziel gesetzt, soziale Organisationen und Freiwillige für weltweite Hilfsprojekte zusammenbringen. Menschen, die sich sozial engagieren wollen, sollte es erleichtert werden, die passende Organisation zu finden, mit dieser in Kontakt zu treten und sie gegebenenfalls zu unterstützen. Im August 2011 wurde Jumo durch die Good Worldwide Inc. übernommen und das Projekt anschließend mit dem GOOD-Magazin verschmolzen.
Im Juli 2010 wurde Hughes von UNAIDS (Gemeinsames Programm der Vereinten Nationen zu HIV/AIDS) in eine hochkarätige Kommission für HIV-Prävention berufen. In dieser 17-köpfigen „High Level-Kommission“ sind neben Hughes namhafte Politiker wie der ehemalige Staatspräsident Frankreichs Jacques Chirac und die ehemalige Bundestagspräsidentin Rita Süssmuth, aber auch Unternehmer, Menschenrechtsaktivisten, Sportler und Wissenschaftler vertreten. Die Mitglieder sollten im Verlauf des Jahres 2011 ihre Kontakte und Erfahrungen einbringen und sich für effektive und wirksame Präventionsprogramme einsetzen.
Heute lebt Hughes mit seinem Lebenspartner Sean Eldridge (politischer Direktor der Initiative Freedom to Marry) in New York City und arbeitet für das Venture-Capital-Unternehmen General Catalyst Partners. Er ist jedoch noch immer an Facebook beteiligt und wirkt als Berater weiterhin an der Entwicklung des Unternehmens mit.

## Vermögen
Gemäß dem Forbes Magazine beträgt das Vermögen von Chris Hughes etwa 430 Millionen US-Dollar (Stand: 12. Dezember 2016).